# Sierra de Enmedio
Sierra de Enmedio este o arie protejată (sit de importanță comunitară — SCI) din Spania întinsă pe o suprafață de 2.285,46 ha, integral pe uscat.

## Localizare
Centrul sitului Sierra de Enmedio este situat la coordonatele 37°29′28″N 1°48′30″W / 37.4911°N 1.8083°V.

## Înființare
Situl Sierra de Enmedio a fost declarat sit de importanță comunitară în iulie 2000 pentru a proteja 3 specii de animale.

## Biodiversitate
Situată în ecoregiunea mediteraneană, aria protejată conține 7 habitate naturale: Pante stâncoase calcaroase cu vegetație casmofită, Matorral arborescenți cu Juniperus spp., Vegetație gipsofilă iberică (Gypsophiletalia), Râuri mediteraneene cu debit permanent și vegetație de Glaucium flavum, Pseudostepă cu ierburi și specii anuale de Thero-Brachypodietea, Matorral arborescenți cu Zyziphus, Tufărișuri termo-mediteraneene și de pre-deșert.
La baza desemnării sitului se află mai multe specii protejate:
- păsări (2): șoim călător (Falco peregrinus), Hieraaetus fasciatus
- reptile (1): Testudo graeca

Pe lângă speciile protejate, pe teritoriul sitului au mai fost identificate 7 specii de plante.